# Eurytoma celtigalla
Eurytoma celtigalla is een vliesvleugelig insect uit de familie Eurytomidae. De wetenschappelijke naam is voor het eerst geldig gepubliceerd in 1957 door Bugbee.